# Ensemble Santenay
L'Ensemble Santenay est un ensemble allemand de musique ancienne.

## Historique
L'ensemble Santenay est né en mai 2004 de la rencontre de quatre musiciens issus de quatre nations différentes, étudiants du département de musique ancienne de l'École Supérieure de Musique de Trossingen (Allemagne), désireux de se consacrer à l'interprétation de la musique du XVe siècle.
La formation de l'ensemble mêlant la voix humaine aux instruments convient tout spécialement aux chansons de Guillaume Dufay et de Gilles Binchois. Le timbre des instruments choisis (copies d'instruments originaux) confère une couleur et un équilibre sonore particuliers aux mélodies filigranes des deux compositeurs bourguignons. L'ensemble a par ailleurs enrichi son programme de danses et de pièces instrumentales au caractère léger, extraites du Buxheimer Orgelbuch ainsi que du Lochamer Liederbuch.
Le programme proposé alterne chansons, danses et pièces instrumentales qui, comme les membres de l'ensemble ont pu le constater lors de nombreux concerts, touchent par leur caractère poétique et spontané.
Dans son travail, l'ensemble est soutenu et conseillé par des musiciens tels que Carsten Eckert, Lorenz Duftschmid et Kees Boeke.

## Membres de l'ensemble
- Julla Schmidt (Julla von Landsberg) - voix, organetto
- Elodie Schmidt - danseuse
- Elodie Wiemer - flûtes à bec
- Szilárd Chereji - vielle
- Ori Harmelin - luth

## Discographie
- Think Subtilior, cercle des fumeux, songs and sounds : 1 CD Ricercar RIC 386, outhere-music 2017.